# Hure (Großgemeinde)
Die Großgemeinde Hure (chinesisch 库伦镇, Pinyin Kùlún zhèn) ist der Hauptort des Hure-Banners der bezirksfreien Stadt Tongliao im Osten des Autonomen Gebietes Innere Mongolei im Nordosten der Volksrepublik China. Zu den Sehenswürdigkeiten des Ortes zählen die „Drei großen Tempel von Hure“ (库伦三大寺,  Kulun sandasi) aus der Zeit der Qing-Dynastie: der Yingyuan-Tempel (兴源寺), der Fuyuan-Tempel (福缘寺) und der Xiangjiao-Tempel (象教寺), die sich am Nordufer des Flusses befinden. Sie stehen seit 2006 auf der Liste der Denkmäler der Volksrepublik China (6-494).
Koordinaten: 42° 44′ N, 121° 46′ O